# HD 13189
HD 13189是一個位於三角座的8等恆星。

## 概述
該恆星的光譜類型是K1II-III，屬於恆星演化過程中已經離開主序星的巨星。質量是太陽的2到7倍，而半徑則大約是45.5或50.4倍太阳半径。該恆星的質量是B型主序星典型的質量，因此暗示它在主序星時期屬於B型恆星。HD 13189的大氣層觀測資料可得知其徑向速度變化的短週期是4.89日。這是K型巨星典型的狀況，並非受到密近行星質量伴星影響的結果。
2005年宣布，一個行星質量伴星或棕矮星伴星被發現。视差量測結果是0.54 ± 0.93 mas，代表該恆星距離可能是6,040 ly（1,850 pc），但有高誤差範圍。2007年F·范呂文發表了最新的視差量測結果是1.78 ± 0.73，代表距離是1,830 ly（560 pc），誤差範圍較之前量測小，但仍相當明顯。

## HD 13189 b
HD 13189 b可能是太陽系外行星或棕矮星，質量是8到20倍木星質量。該天體距離母星平均距離大約是1.85天文單位，在橢圓軌道上以公轉週期472日環繞母星。
該天體於2005年在美國德克薩斯州被發現。

## 外部連結
- . The Extrasolar Planets Encyclopaedia.   [December 21, 2007]. （原始内容存档于2012-09-29）.
- . The Extrasolar Planets Encyclopaedia.   [December 21, 2007]. （原始内容存档于2011-11-09）.
- . Extrasolar Visions.   [December 21, 2007]. （原始内容存档于2011年6月5日）.
- . Extrasolar Visions.   [December 21, 2007]. （原始内容存档于2011年6月5日）.
- . SIMBAD.   [December 21, 2007]. （原始内容存档于2016-03-04）.
- . SIMBAD.   [December 21, 2007]. （原始内容存档于2016-03-04）.